# Neuenkirchen (Dithmarschen)
Neuenkirchen település Németországban, Schleswig-Holstein tartományban. Lakosainak száma 1013 fő (2023. december 31.).

## Népesség
A település népességének változása:
| Lakosok száma | 1045 | 963  | 940  | 982  | 998  | 1013 |
|               | 1975 | 2017 | 2019 | 2021 | 2022 | 2023 |